# Il nostro ultimo
Il nostro ultimo è un film del 2015 diretto da Ludovico Di Martino con protagonisti Fabrizio Colica e Guglielmo Poggi.

## Trama
A Roma, i fratelli Fabrizio e Guglielmo non riescono a esaudire il desiderio della madre, malata ormai da tempo, di essere portata al mare per un'ultima volta per trascorrere una vacanza con loro due e Pierfrancesco, loro padre. Un giorno la madre viene a mancare inaspettatamente e Fabrizio, affogato nel senso di colpa, si ritrova solo con Guglielmo a prendere una folle decisione: portare la madre al mare, in Sicilia, per un'ultima volta insieme. E così fanno. I due partono all'insegna di questo viaggio, con la bara legata al portapacchi.

## Distribuzione
Il film è stato proiettato in anteprima il 9 novembre 2015 all'Arcipelago Film Festival. Il 16 giugno 2016 è stato presentato al Cinema Nuovo Sacher da Nanni Moretti, per poi essere distribuito nelle sale cinematografiche da Pablo Distribuzione di Gianluca Arcopinto. Ha vinto vari premi, come quello per il miglior film al Ferrara Film Festival e il premio per il miglior attore al Film festival internazionale di Milano.